# Pauesia similis
Pauesia similis är en stekelart som beskrevs av Jaroslav Stary 1966. Pauesia similis ingår i släktet Pauesia och familjen bracksteklar. Arten är reproducerande i Sverige. Inga underarter finns listade i Catalogue of Life.